# Loewenichsches Palais

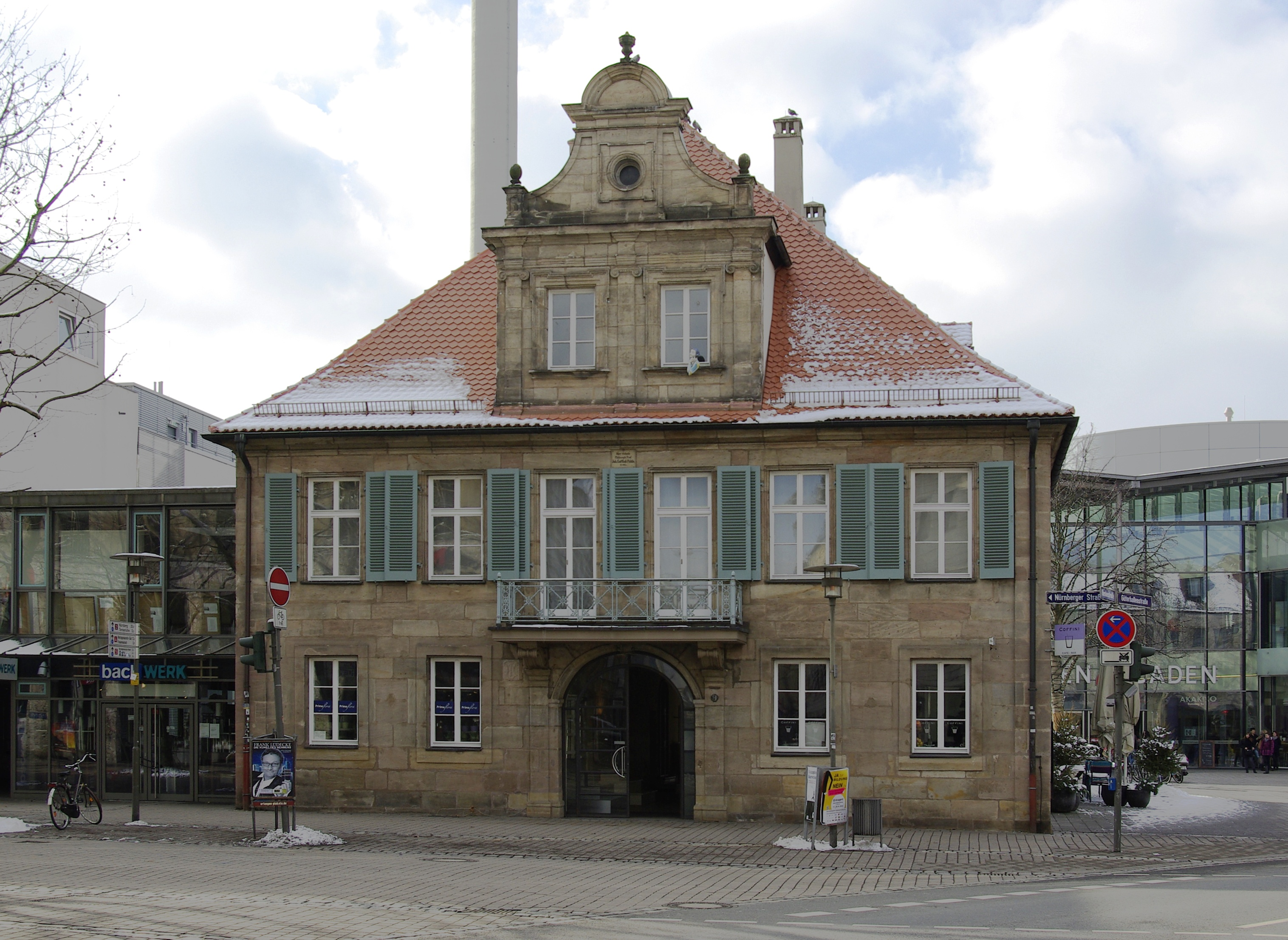
Außenansicht des Loewenichschen Palais von Osten

Das Loewenichsche Palais (auch Loewenich'sches Palais oder Palais Loewenich genannt) ist ein denkmalgeschütztes, barockes Adelspalais südlich der historischen Altstadt von Erlangen. Seit 1998 ist darin das Kunstmuseum Erlangen untergebracht.

## Lage
Das Loewenichsche Palais befindet sich in der Nürnberger Straße 9. Es liegt an der Kreuzung der in Nord-Süd-Richtung verlaufenden Nürnberger Straße, die einen verkehrsberuhigten Bereich in Fortsetzung der Fußgängerzone bildet, mit dem Straßenzug Henkestraße/Güterhallenstraße, der eine vielbefahrenen Ost-West-Achse darstellt. In unmittelbarer Nähe befindet sich der Haupteingang der Erlangen Arcaden und die Bushaltestelle Arcaden, die von fast allen Linien des Stadtverkehrs bedient wird.

## Geschichte
Um die Mitte des 18. Jahrhunderts dürfte Joachim Christoph Heer († 1767), der einer seit 1717 in Erlangen ansässigen Schweizer Kaufmannsfamilie angehörte, in seinem Garten vor dem inzwischen abgebrochenen Nürnberger Tor das Haus mitsamt einigen Nebengebäuden errichtet haben. 1763 erwarb er zusätzlich den westlich angrenzenden Garten, der seit 1752 als markgräflicher Parforcegarten genutzt worden war. Dieser wurde später mit zahlreichen Skulpturen geschmückt. Im Jahr 1786 ging der Besitz an den Großkaufmann Jean Pierre Courlet über, 1812 an Johannes Caspari und 1817 über eine Erbschaft an die (namensgebende) Familie von Loewenich. Der aus Frankfurt am Main stammende Bartholomäus von Loewenich errichtete südlich des Palais ein Nebengebäude (Nürnberger Straße 11) für die Tabakfabrik Caspari Erben. Das Palais selbst ließ er zu einem luxuriösen Wohnhaus ausbauen. 1818 baute er außerdem auf der Westseite den sogenannten „Gartensaal“ an. Dieser erhielt eine raumhohe Panoramatapete, die heute im Deutschen Tapetenmuseum in Kassel ausgestellt ist. Sie zeigt eine Szene aus griechischen Mythologie, den Aufenthalt des Telemachos auf der Insel der Kalypso.
Noch bis 1941 befand das Palais im Besitz der Familie von Loewenich. Bereits seit 1935 wurde das Palais Sitz des staatlichen Gesundheitsamtes. 1962 wechselte es in den Besitz der Deutschen Bundespost, die alle Nebengebäude sowie den Gartensaal abbrechen ließ und im ehemaligen Garten des Palais von 1969 bis 1973 das neue Hauptpostgebäude errichtete. Im Jahr 1998 gelangte es wieder in Privatbesitz. Käufer war der 1989 aus dem Kunstverein Erlangen heraus gegründete Förderverein Kunstmuseum Erlangen e. V. (ab Mai 2001 Kunstmuseum Erlangen e. V.), der darin Ausstellungsräume schuf. Im Frühjahr 2002 wurde zur Vergrößerung der Ausstellungsfläche ein südlicher Anbau in Stahl-Glas-Bauweise eröffnet; seither firmiert der Ausstellungsort offiziell als Kunstmuseum Erlangen. Im Juli 2016 wurde dieses in die Trägerschaft der Stadt Erlangen überführt.

## Beschreibung
Das stattliche großbürgerliche Wohnhaus ist ein zweigeschossiger Walmdachbau aus hellen Sandsteinquadern von sechs zu sechs Fensterachsen. Eine Gliederung des Außenbaus erfolgt durch Ecklisenen und Sprossenfenster mit hellem Rahmen, die im Obergeschoss mit Fensterläden versehen sind. Das stichbogig abschließende Portal auf der Ostseite wird von zwei dorischen Pilastern eingefasst. Darüber wurde im 19. Jahrhundert ein Balkon mit schmiedeeisernem Geländer angebracht.
Die Portalachse (der Breite von zwei Fensterachsen entsprechend) wird von einem Zwerchhaus mit ionischen Pilastern und verkröpfter Fensterrahmung bekrönt. Der abschließende Schweifgiebel mit Vasenbekrönung wurde erst 1895 errichtet. 1870 hatte man den ursprünglichen Schweifgiebel durch einen sogenannten „Narrentempel“ ersetzt, ein nach rückwärts in das Walmdach einschneidendes Turmzimmer mit flachem Blechdach, von dem aus man eine an drei Seiten umlaufende Galerie betreten konnte.
Im Inneren ist vor allem das Obergeschoss bemerkenswert. Hier befindet sich eine aufwändig gestaltete Stuckdecke mit Rocaillen, Rosetten und Blattranken.

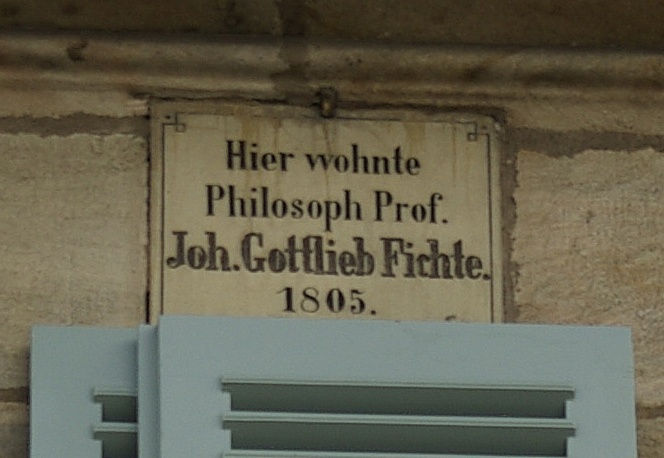
Gedenktafel für Johann Gottlieb Fichte

In den Jahren 1805/06 wohnte der Philosoph Johann Gottlieb Fichte, einer der wichtigsten Vertreter des Deutschen Idealismus, im Loewenichschen Palais. Daran erinnert heute eine Gedenktafel oberhalb des Balkons.